# Rafael Matesanz Acedos
Rafael Matesanz Acedos (Madrid, 22 d'octubre de 1949) és un metge nefròleg espanyol.
Llicenciat en Medicina i Cirurgia per la Universitat Complutense de Madrid en 1972, i doctorat per la Universitat Autònoma de Madrid el 1979, el 1989 va fundar l'Organització Nacional de Trasplantaments (ONT), de la qual va ser director fins al març del 2017. En representació de l'ONT, va rebre el Premi Príncep d'Astúries de Cooperació Internacional l'any 2010.
Ha estat cap de la Secció de Nefrologia a l'Hospital Universitari Ramón y Cajal des del 1977, secretari i president de la Comissió Nacional de Nefrologia, i president i vicepresident de la Comissió de Trasplantaments del Consell Europeu. Del 1996 al 2000 va ser director general d'Assistència Sanitària de l'Instituto Nacional de la Salud (INSALUD). Fins al 2017 ha ocupat el càrrec de president del Consell Iberoamericà de Donació d'Òrgans i Trasplantaments. També fou nomenat assessor de l'Organització Mundial de la Salut per a l'estratègia mundial sobre els trasplantaments.
Va ser editor de les revistes Nefrología, Revista Espanyola de Trasplantaments i Newsletter Transplant i és autor del llibre El Miracle dels Trasplantaments. De la donació d'òrgans a les cèl·lules mare (2006). Va ser guardonat amb el Premis Rei Jaume I a la Investigació Mèdica (1999), la Gran Creu de l'Ordre Civil de Sanitat (2007) i se'l va nomenar Ambaixador Honorari de la Marca Espanya 2013. És doctor honoris causa per la Universitat de Lleida i la Universitat Catòlica de Múrcia (UCAM) i acadèmic honorari de la Reial Acadèmia Nacional de Medicina.

## Reconeixements
L'any 2013 fou elegit acadèmic honorari de la Reial Acadèmia Nacional de Medicina. Entre els reconeixements que ha rebut es troben també el Premi Príncep d'Astúries de Cooperació Internacional (2010), la Medalla d'Or de l'Ajuntament de Madrid (2014), la Gran Creu de l'Orde del Dos de Maig (2016) i el Premi Espanyol Universal 2017, atorgat per la Fundación Independiente.